# Nikolaj Koppel

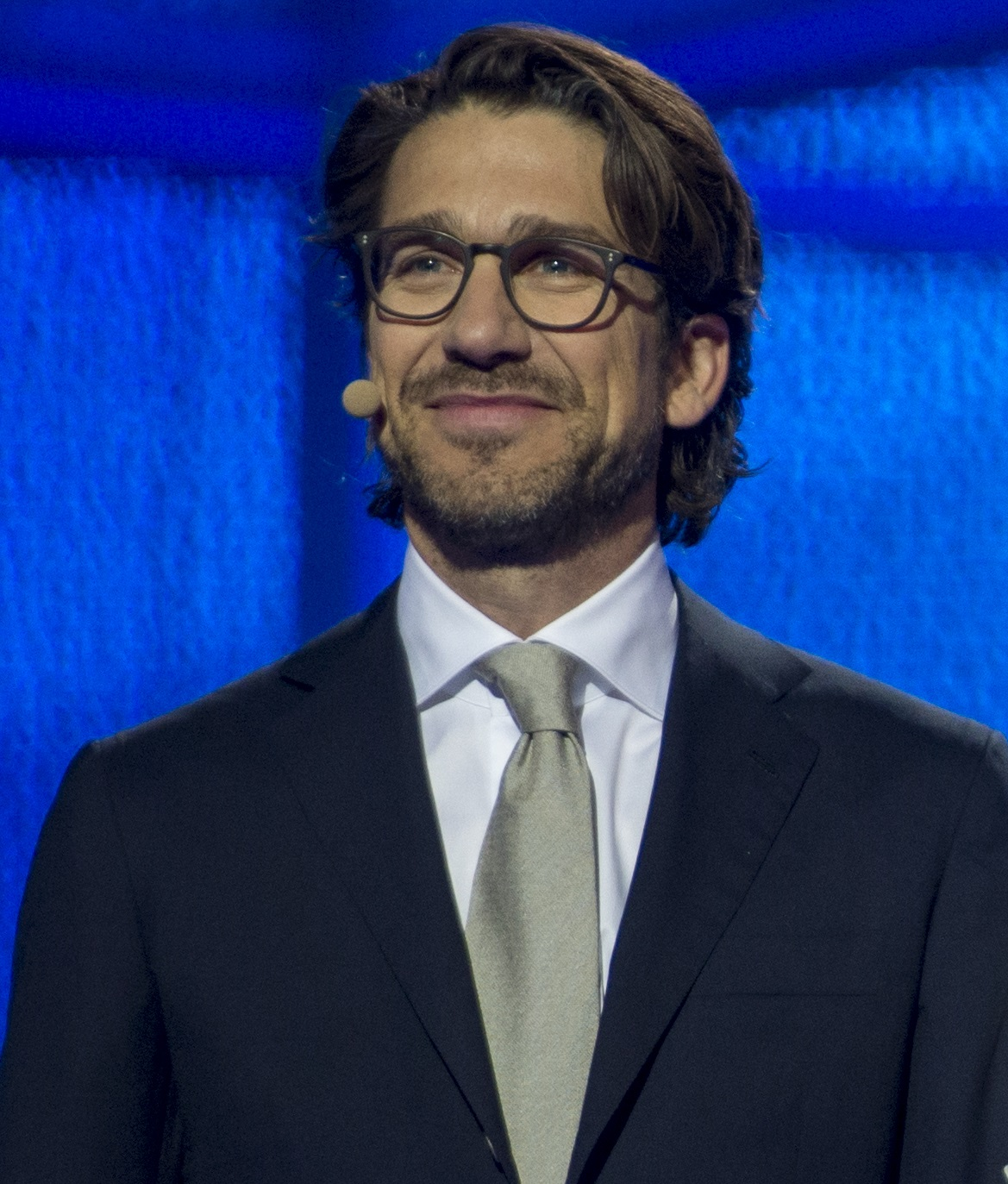
Nikolaj Koppel moderierte gemeinsam mit Lise Rønne und Pilou Asbæk den Eurovision Song Contest 2014

Nikolaj Koppel  (* 6. März 1969 in Gentofte) ist ein dänischer Musiker und Journalist.

## Leben und Wirken
Er ist der Sohn der Musiker Lone Koppel und John Winther. Nach seinem Studium am Königlich Dänischen Konservatorium wurde er 1998 professioneller Sänger, zog sich jedoch nach nur zwei Jahren wieder aus dem Musikgeschäft zurück. Später begann er als Musikjournalist beim dänischen Rundfunk DR zu arbeiten und war Autor des Magazins Euroman. 2005 kehrte er dann als Musikregisseur des Tivoli ins Musikgeschäft zurück.
Er moderierte zusammen mit Lise Rønne und Pilou Asbæk den Eurovision Song Contest 2014 in Kopenhagen am 6., 8. und 10. Mai 2014.